# ГЕС Саусельє
ГЕС Саусельє (ісп. Presa de Saucelle) – гідроелектростанція на заході Іспанії, на прикордонній з Португалією ділянці річки Дуеро. Знаходячись між ГЕС Альдеадавіла (вище по течії) та ГЕС Посіно, входить до складу каскаду на Дуеро, що є найбільшою на північному заході Піренейського півострова та впадає в Атлантичний океан вже на португальській території.
Для роботи станції річку перекрили гравітаційною греблею висотою 83 метра та довжиною 189 метрів, на спорудження якої пішло 234 тис м3 матеріалу. Вона утримує водосховище площею поверхні 5,9 км2 та об’ємом 182 млн м3.
У 1956 році ввели в експлуатацію машинний зал, розташований на лівому березі річки у трьох сотнях метрів від греблі. Його обладнали чотирма турбінами типу Френсіс загальною потужністю 251 МВт, що працюють при напорі у 62 метри. В 1989-му нижче спорудили новий підземний машинний зал, до якого веде тунель довжиною 1,3 км та діаметром 12 метрів. Тут розмістили дві турбіни того ж типу загальною потужністю 269 МВт, що використовують такий саме напір. Відпрацьована вода відводиться у річку Huebra за кілька сотень метрів від її впадіння зліва до Дуеро. Проектом другої черги була запланована можливість створення на Уебра водосховища, з якого вода подавалась би у дериваційний тунель ГЕС Саусельє ІІ зі збереженням все того ж напору, який забезпечує робота зі сховищем на Дуеро.
Зв’язок з енергосистемою відбувається по ЛЕП, що працюють під напругою 46 і 220 кВ (перша черга) та 400 кВ (друга черга).